# 이에로테오스 (블라호스)
이에로테오스(그리스어: Ιερόθεος, 본명: Γεώργιος Βλάχος; 1945-)는 그리스인 신학자이며 1995년부터 나프팍토스와 성 블라시오스의 그리스 교회 대주교이다.

## 생애
이에로테오스는 1945년 이오아니나에서 예오르요스 블라호스라는 이름으로 태어났다. 그는 1968년 ΑΠΘ의 신학교에서 "우등"(Άριστα) 성적으로 학위를 받았다.
그는 1971년 보제로, 1972년 에데사와 펠라 및 알모피아의 대주교 성 칼리니코스에게 사제로 서품되었다. 1969년부터 1987년까지 에데사와 펠라 및 알모피아 교구에서 설교자로 봉직하고 1987년 티베와 렘바데아 교구와 아티나 대교구에서 청년회 실장으로 섬겼다. 1988년부터 1990년까지 안티오키아 총대주교청 산하 성 요한 다마스키노스 신학교(Μπελεμέντειο Θεολογική Σχολή Λιβάνου)에서 교수로 재직했다. 미국 보스턴에 있는 성십자가 신학교와 워싱턴주 터코마의 퍼시픽 루서런 대학교에서 객원교수로 가르쳤다.
1995년 7월 19일, 이에로테오스는 그리스 교회의 교계제도에 의해 나프팍토스와 성 블라시오스의 대주교로 선출되었고 다음날 주교로 서품되었다. 그는 많은 총대주교청과 외국 교회를 방문했으며, 그곳에서 많은 주목를 받았다. 2016년에 그는 크레타 범정교회 공의회에 참석한 그리스 교회 대표단의 일원이었다. 또한 상설 성의회와 교계제도의 대변인을 빈번하게 맡았다.
2008년 9월 25일, 아테네 국립 카포디스트리아스 대학교 신학대학 사회신학부에서는 신학 문헌에 대한 그의 공헌을 높이 평가하여 명예박사 학위를 수여했다. 2016년에 그는 이오안니나 대학교 의과대학 명예박사로 임명되었다.
그는 코로나19 대유행과 관련하여 단독으로 언론에서 그리스 교회를 대표했으며, 2020년 12월에는 코로나 예방 접종을 받은 최초의 고위 성직자가 되었다.